# Chevrolet Sail
Buick Sail – samochód osobowy klasy subkompaktowej produkowany pod amerykańską marką Buick w latach 2000–2005 oraz pod amerykańską marką Chevrolet jako Chevrolet Sail od 2005 roku. Od 2023 roku produkowana jest czwarta generacja modelu.

## Pierwsza generacja

### Buick Sail

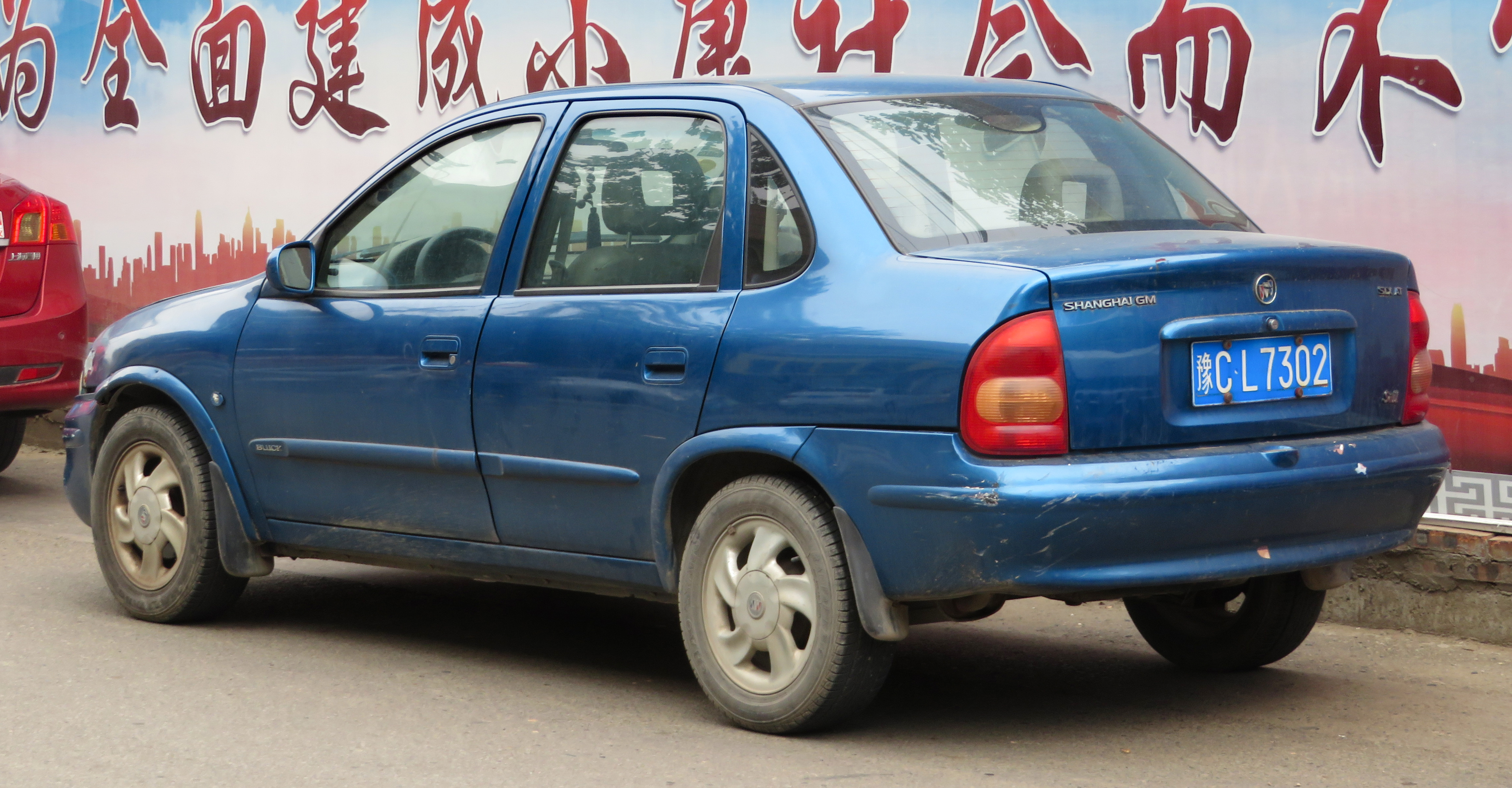
Buick Sail – tył

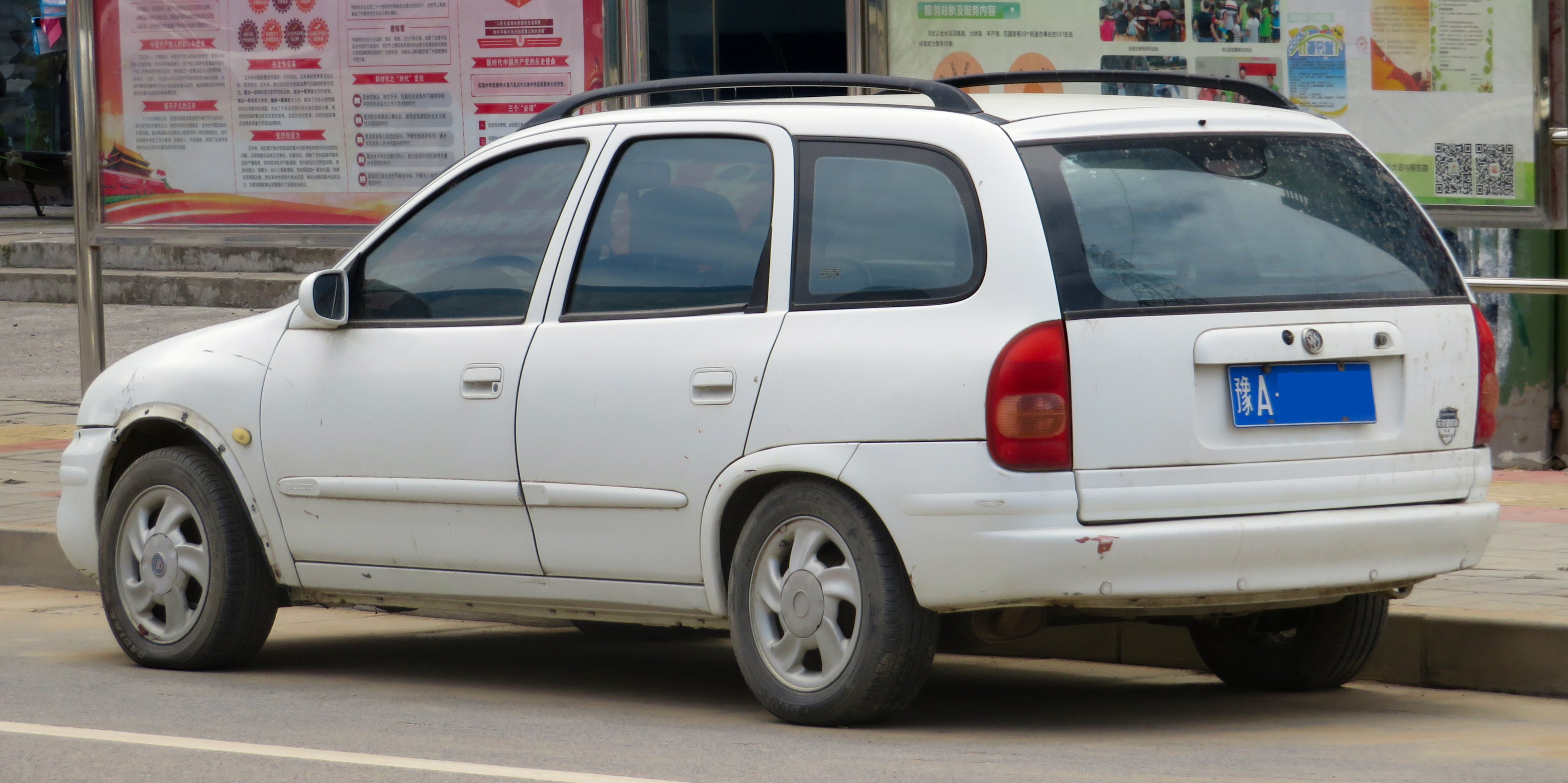
Buick Sail Wagon

Buick Sail został zaprezentowany po raz pierwszy w 2000 roku.
Pierwotnie joint venture Shanghai-GM opracowało lokalną, chińską odmianę europejskiego Opla Corsy jako poszerzenie lokalnej oferty marki Buick, jako Buick Sail.
Samochód trafił do produkcji jako 4-drzwiowy sedan oraz 5-drzwiowe kombi, pod kątem wizualnym wyróżniając się chromowaną atrapą chłodnicy z logo producenta, a także zmodyfikowanym zderzakiem i innymi wkładami tylnych lamp.

### Silnik
- R4 1.2l LMU
- R4 1.4l LCU
- R4 1.6l BPR6EY

### Chevrolet Sail

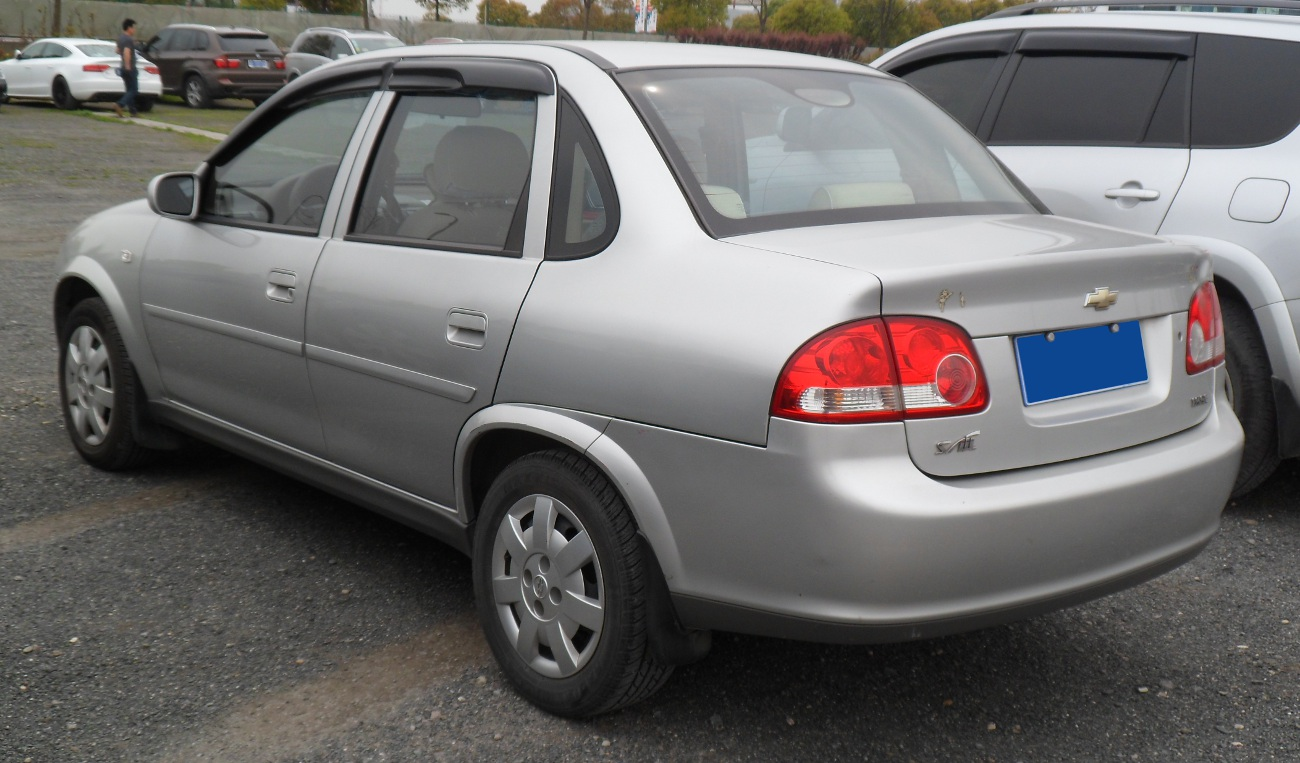
Chevrolet Sail I – tył

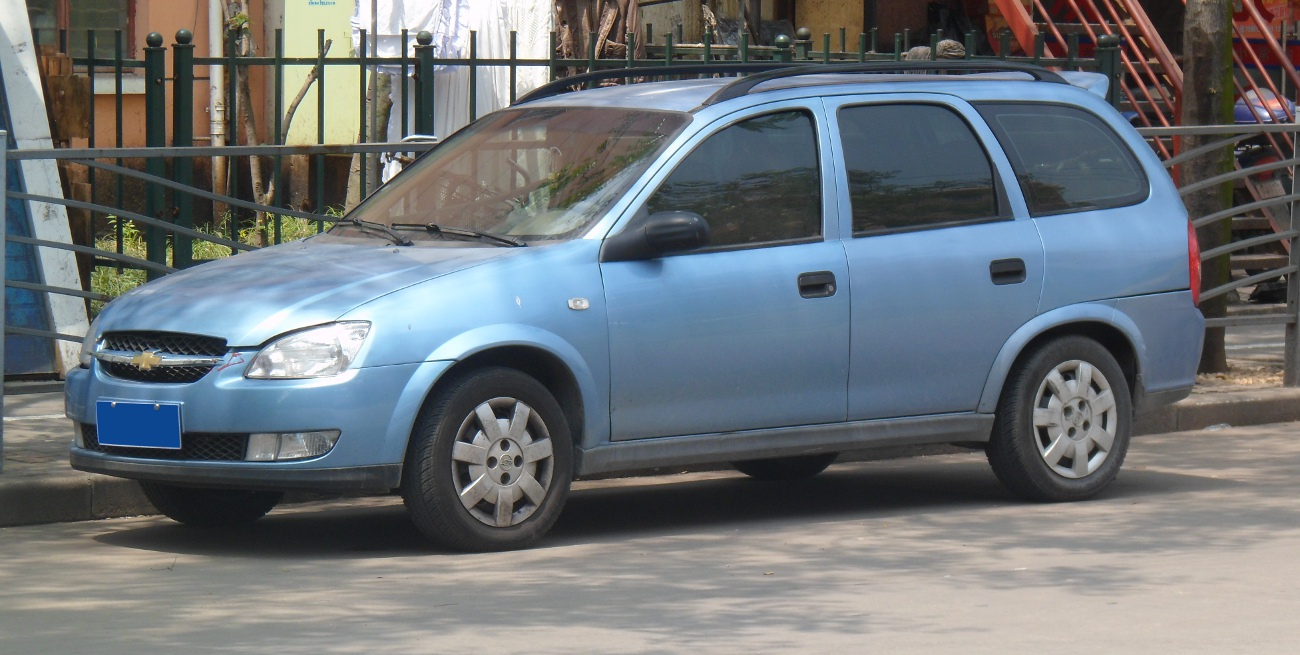
Chevrolet Sail S-RV

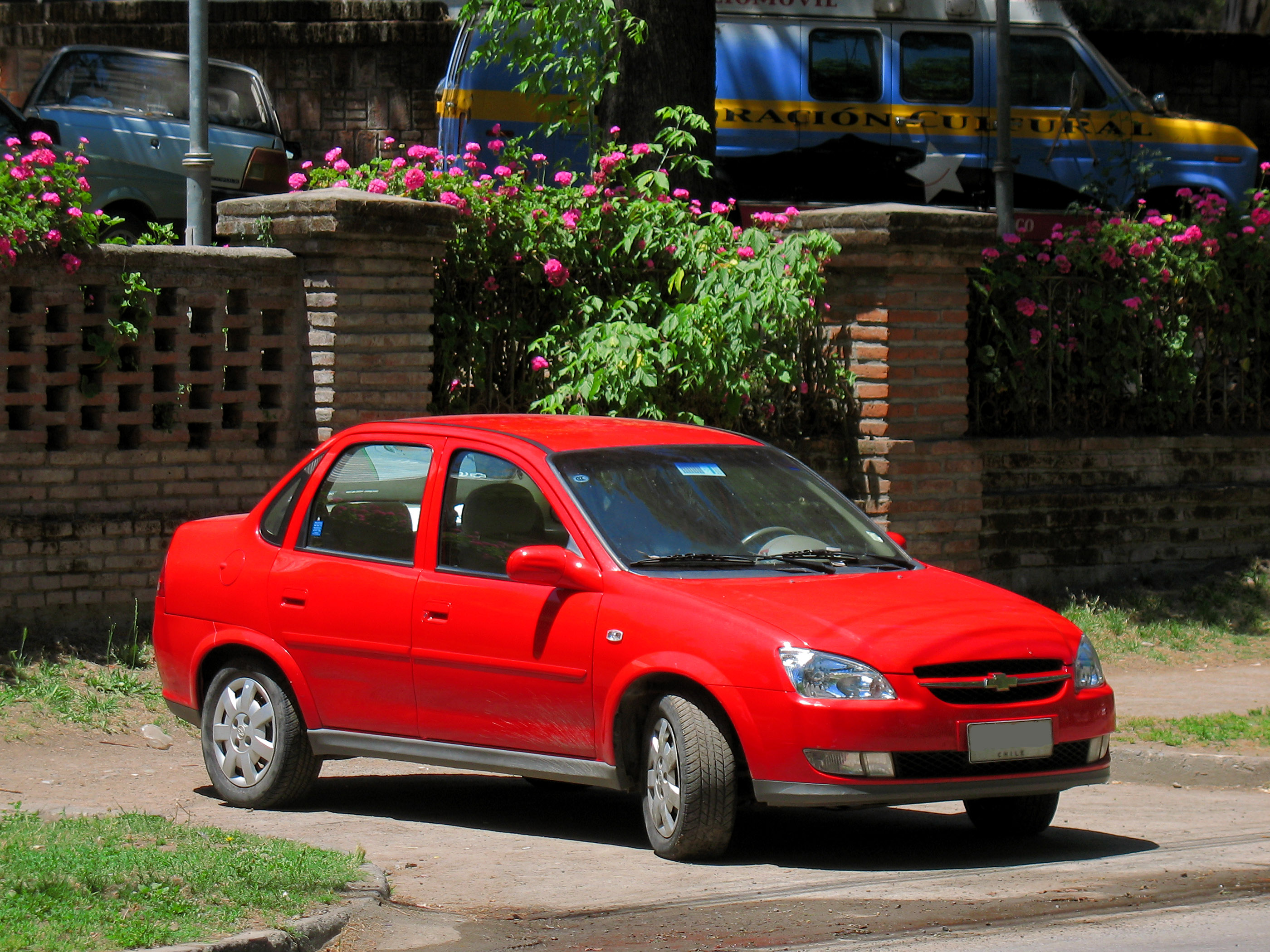
chilijski Chevrolet Corsa Plus

Chevrolet Sail I został zaprezentowany po raz pierwszy w 2005 roku.
W lutym 2005 roku General Motors podjęło decyzję o rozpoczęciu oficjalnej sprzedaży samochodów Chevrolet w Chinach. Buick Sail został poddany obszernej modernizacji, zmieniając przy okazji producenta. Aby podkreślić pozycjonowanie Buicka ako marki luksusowej, zdecydowano się przemianować tani model Sail na Chevroleta.
Jako Chevrolet Sail I, samochód zyskał obszernie zrestylizowane nadwozie. Pojawił się nowy przód ze strzelistymi, trójkątnymi reflektorami, a także wąska atrapa chłodnicy z chromowaną poprzeczką. Tylna część nadwozia w wersji sedan zyskała węższe, dwuczęściowe lampy, z kolei wariant kombi zyskał jedynie nieznacznie przestylizowane oświetlenie.
Kokpit zyskał zmodyfikowany wystrój ze srebrnym wykończeniem deski rozdzielczej, a także lepszej jakości materiały wykończeniowe i bogatsze wyposażenie standardowe.

### Chile
Chiński Chevrolet Sail pierwszej generacji był eksportowany także do Chile pod nazwą Chevrolet Corsa Plus, stanowiąc uzupełnienie dla tamtejszej oferty jako droższa i lepiej wyposażona alternatywa dla bazowego modelu Corsa. Identyczny względem chińskiego Chevroleta Saila pierwszej generacji był też produkowany do 2016 roku lokalnie Brazylii i Argentynie model Chevrolet Classic.

### Silnik
- R4 1.2l LMU
- R4 1.4l LCU
- R4 1.6l BPR6EY

## Druga generacja

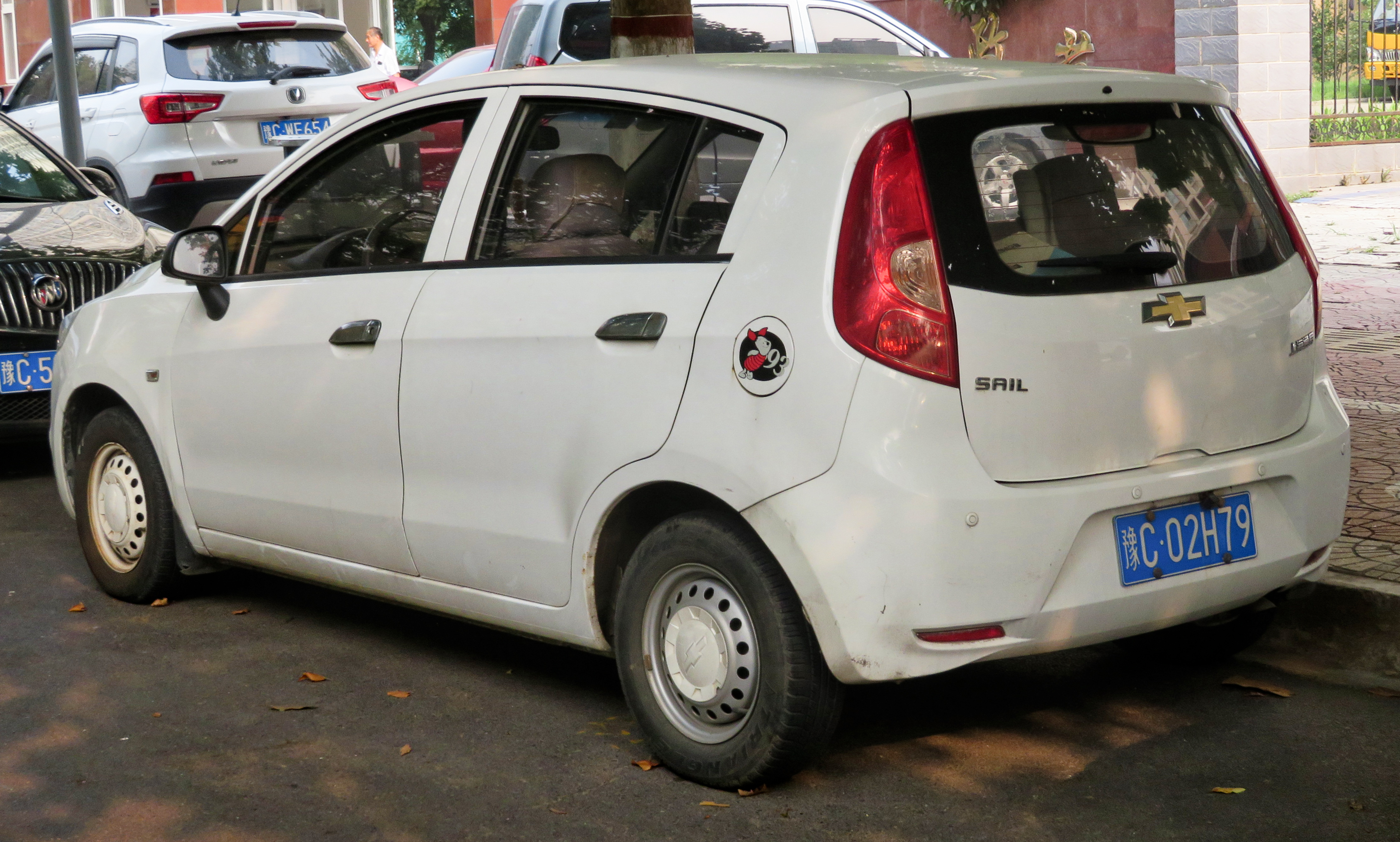
Chevrolet Sail II – tył

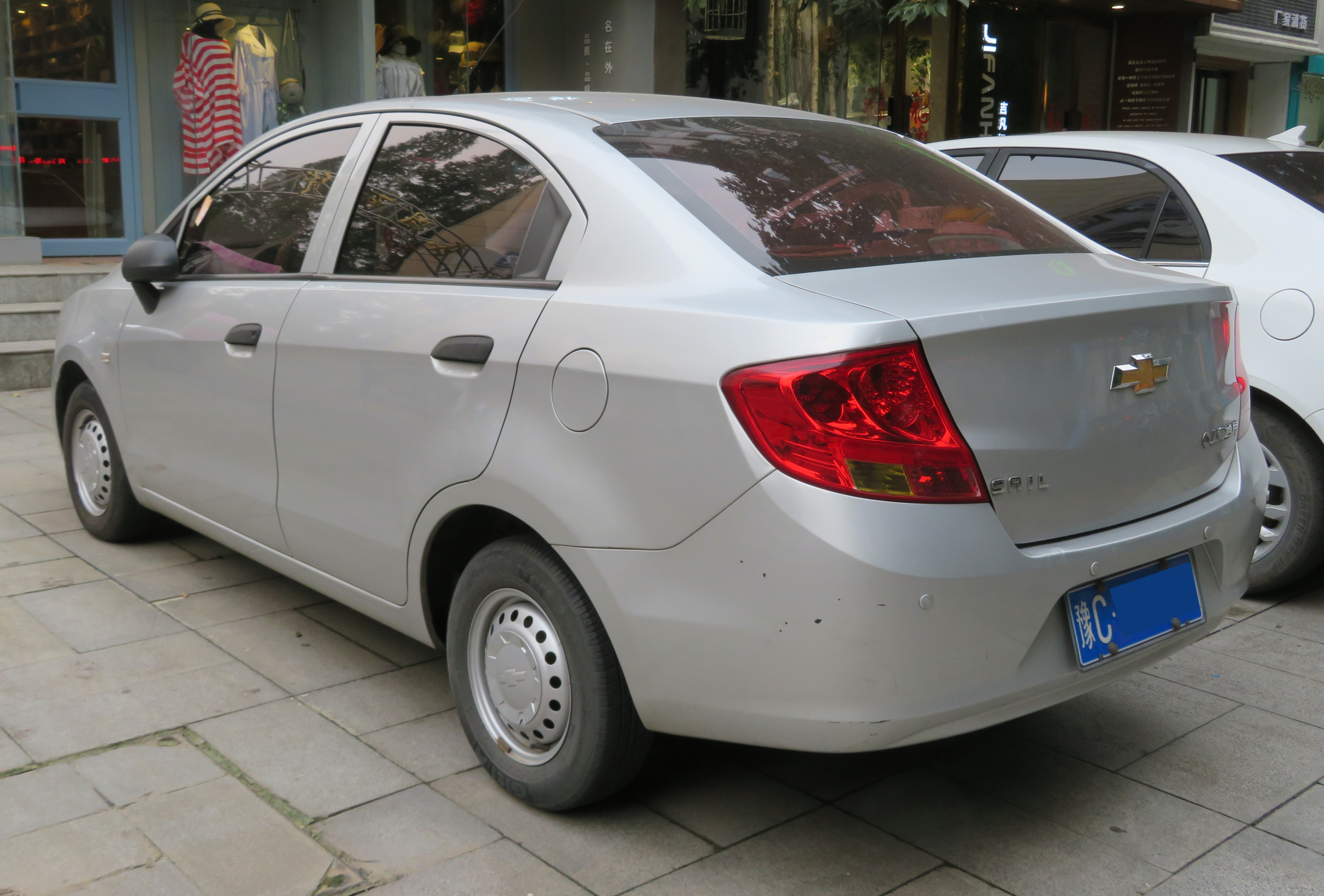
Chevrolet Sail II Sedan

Chevrolet Sail II został zaprezentowany po raz pierwszy w 2010 roku.
Druga generacja modelu Sail powstała tym razem jako samodzielna konstrukcja Chevroleta, nie będąca pochodną innego modelu koncernu General Motors. Samochód został opracowany przez chińskie joint venture Shanghai-GM jako tani model będący odpowiedzią na podobnej wielkości, konkurencyjne budżetowe sedany.
Pod kątem stylistycznym samochód wyróżniał się strzelistymi reflektorami, dużym wlotem powietrza przedzielonym poprzeczką w kolorze nadwozia, a także dużymi lampami tylnymi obejmującymi tylne błotniki. Pół roku po debiucie wariantu trójbryłowego, gama Saila drugiej generacji została uzupełniona przez wersję hatchback.

### Sprzedaż
W czerwcu 2012 roku Chevrolet zdecydował się poszerzyć zasięg rynkowy Saila II także o Amerykę Południową, rozpoczynając sprzedaż w Chile, Kolumbii i Ekwadorze. W listopadzie tego samego roku zasięg poszerzono także o Indie, prezentując roku wariant hatchback z przeznaczeniem na lokalny rynek.

### Kontrowersje
W kwietniu 2016 roku Chevrolet Sail drugiej generacji zdobył negatywną reputację i wywołał zainteresowanie światowych mediów po zdobyciu 0 gwiazdek w teście Latin NCAP. Samochód zdobył tak niski wynik z powodu niestabilnej struktury nadwozia, a także niskiego poziomu bezpieczeństwa dla dorosłych pasażerów.

### Silniki
- R4 1.2l LMU
- R4 1.4l LCU
- R4 1.5l L2B

## Trzecia generacja

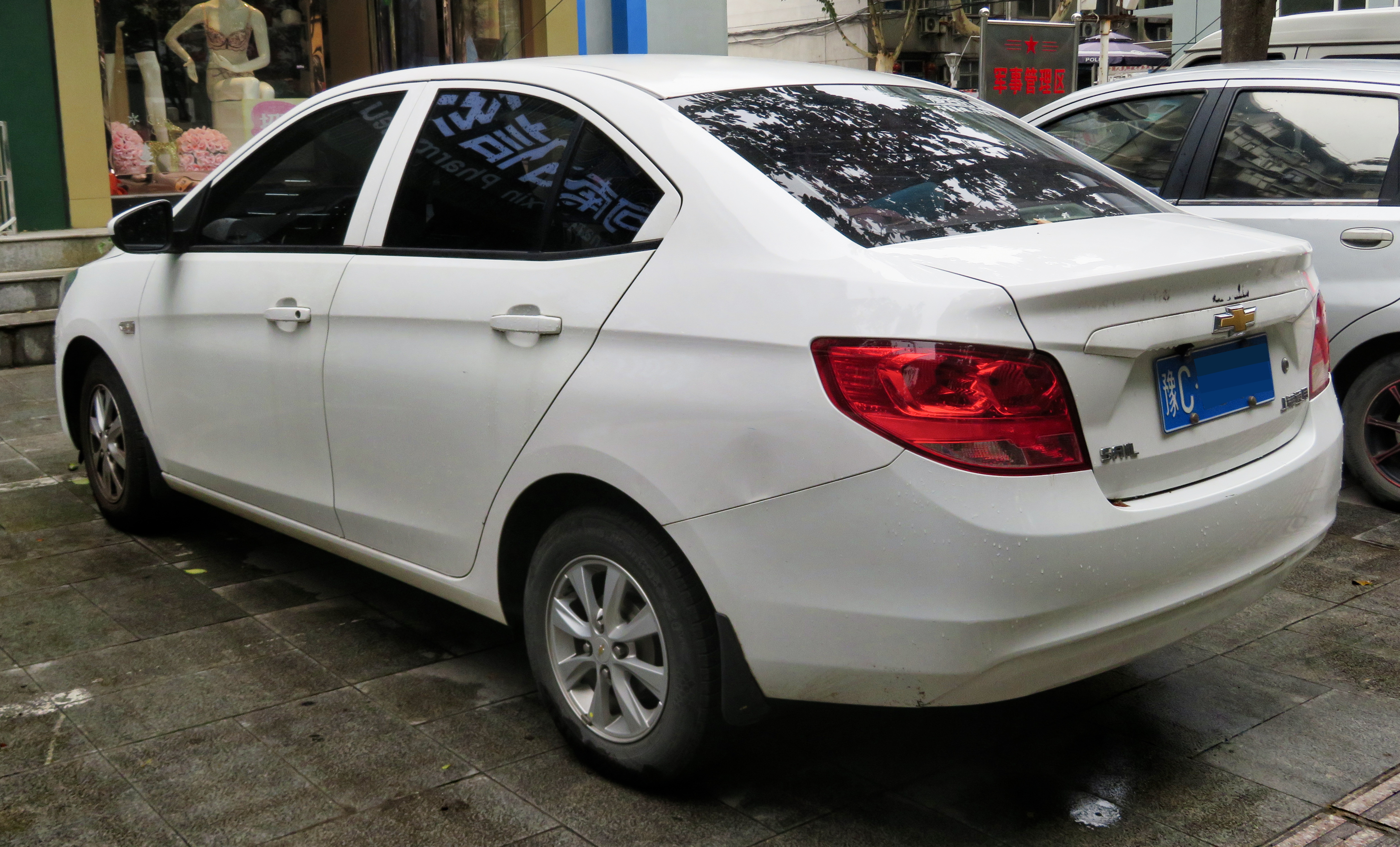
Chevrolet Sail III – tył

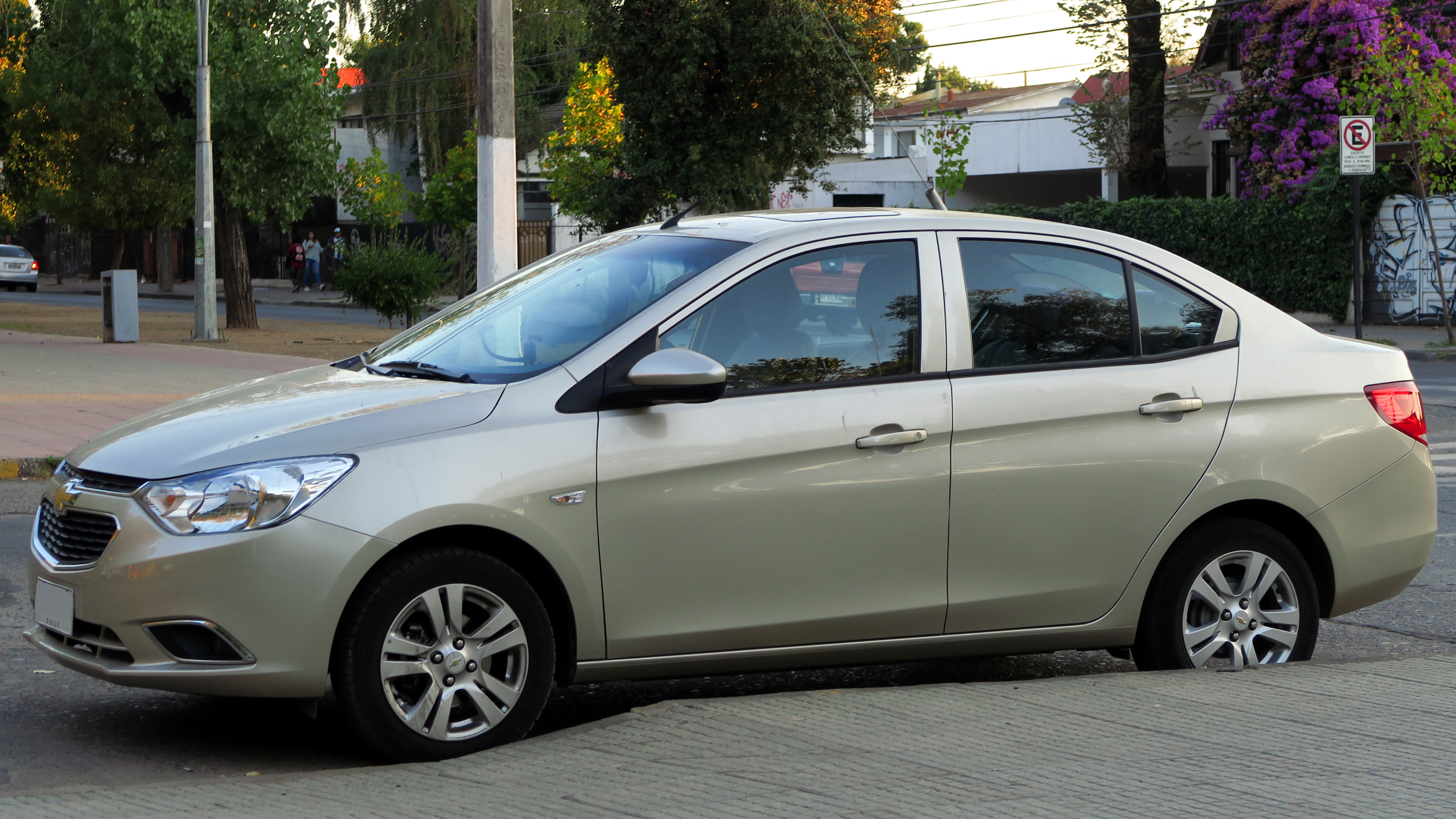
chilijski Chevrolet Sail III

Chevrolet Sail III został zaprezentowany po raz pierwszy w 2014 roku.
Trzecia generacja Saila przyniosła okrojoną gamę nadwoziową do wyłącznie odmiany sedan, a także bardziej agresywną stylizację nadwozia z większym, wielokątnym przednim wlotem powietrza i ostrzej zarysowanymi lampami.
W porównaniu do poprzednika samochód przeszedł ewolucyjny zakres zmian, zyskując podobną bryłę przy jednocześnie większym rozstawie osi i przestronniejszej, lepiej wykonanej kabinie pasażerskiej.

### Sprzedaż
Podobnie jak poprzednik, Chevrolet Sail trzeciej generacji przyjął rolę samochodu globalnego, sprzedawanego zarówno na rynku chińskim, jak i Ameryki Południowej. Choć sprzedaż modelu zakończyła się po 5 latach rynkowej obecności w Chinach w 2019 roku, to model dalej jest eksportowany z zakładów w Yantai m.in. do Chile, Peru i Meksyk. Na ostatnim z wymienionych rynków samochód nosi nazwę Chevrolet Aveo.

### Silniki
- R4 1.2l LMU
- R4 1.4l LCU
- R4 1.5l L2B

## Czwarta generacja
Chevrolet Sail IV został zaprezentowany po raz pierwszy w 2023 roku.
Po 9 latach produkcji dotychczasowej generacji, Chevrolet przedstawił czwarte wcielenie budżetowego subkompaktowego modelu na rynki rozwijające się. Podobnie jak poprzednik, samochód opracowano w ramach kooperacji pomiędzy amerykańskim, a chińskim oddziałem koncernu General Motors, do czego oddelegowano jego zależną spółkę - SAIC-GM-Wuling.
Samochód przyjął postać 4-drzwiowego sedana o charakterystycznej, kanciastej postaci i wyraźnie dłuższym nadwoziu z obszerną powierzchnią przeszkloną. Zarówno pas przedni, jak i tylny przyozdobiły strzeliste lampy, z kolei w kabinie pasażerskiej zastosowano surowe, minimalistyczne wzornictwo z centralnym ekranem dotykowym systemu multimedialnego.
Do napędu wykorzystano wyłącznie wolnossący, benzynowy silnik o pojemności 1,5 litra i mocy 98 KM, który trafił do sprzedaży zarówno z przekładnią manualną, jak i automatyczną, bezstopniową CVT.

### Sprzedaż
Po raz pierwszy w 18-letniej historii Chevroleta Sail, jego czwarta generacja nie trafiła do sprzedaży w Chinach i trafiła tam do produkcji wyłącznie z myślą o eksporcie. Samochód stał się co więcej pochodną przedstawionego rok wcześniej nowego Chevroleta Aveo na rynek meksykański, debiutując w listopadzie 2023 głównie z myślą o rynku Chile.

#### Silnik
- R4 1.5l 98 KM